# HD217754
HD217754 — хімічно пекулярна зоря спектрального класу F0, що має видиму зоряну величину в смузі V приблизно  6,6.
Вона  розташована на відстані близько 381,9 світлових років від Сонця.

## Фізичні характеристики
Зоря HD217754 обертається 
порівняно повільно 
навколо своєї осі. Проєкція її екваторіальної швидкості на промінь зору становить  Vsin(i)= 26км/сек.